# FKクルオヤ・パクルオイス
FKクルオヤ・パクルオイス（リトアニア語: Futbolo Klubas Kruoja Pakruojis）は、リトアニアのシャウレイ郡パクルオイスをホームタウンとしていたサッカークラブ。

## 歴史
パクルオイスは、リトアニア独立後の1991年にはすでに存在していた。IIリーガ・西部で14チーム中13位だった。1994-95シーズンはIVリーガ西部で2位になり、IIIリーガに昇格した。その後、IIリーガとIIIリーガに所属した。
2001年、FKクルオヤ・パクルオイスに改称した。クルオヤはリトアニア北部のラドヴィリシュキス、シャウレイ、パクルオイスを流れる川の名前で、ムーシャ川の支流である。
2004年、IIリーガ北部で優勝し、Iリーガに昇格した。
2008年、FKクルオヤはIリーガ10位に終わった。しかし、Aリーガ2位のFBKカウナスと同6位のFKアトランタスがリトアニアサッカー連盟との深刻な対立により、Aリーガ撤退を表明し、同5位のFKジャルギリス・ヴィリニュスは深刻な財政問題により、Aリーガのライセンスを拒否されたため、FKクルオヤはIリーガ3位のFKバンガ・ガルグジュダイ、同7位のFKアトレタス・カウナスと共に3チームの代わりにAリーガに昇格することが決定した。最終的にFBKカウナスとFKアトランタスはIIリーガに降格した。また、FKジャルギリスは活動を停止し、翌年、FKジャルギリスの監督や選手、公式ファンクラブであるPietų IVによってVMFDジャルギリス・ヴィリニュスが創設され、2009年はIリーガに所属した。
2012年、Aリーガで4位に入り、クラブ初の欧州カップ戦となるUEFAヨーロッパリーグ 2013-14出場権を獲得した。FKクルオヤは予選1回戦でベラルーシのFCディナモ・ミンスクに2戦合計0-8で敗れた。
2015年8月、Aリーガから撤退した。

## タイトル
- IIリーガ (リトアニア)（リトアニア語版） 北部 優勝 (1) : 2004

## 過去の成績
| シーズン | ディビジョン  | 順位 | LFFタウレー |
| -------- | ------------- | ---- | ----------- |
| 2001     | IIリーガ 西部 | 9位  |             |
| 2002     | IIリーガ 北部 | 8位  |             |
| 2003     | IIリーガ 北部 | 6位  |             |
| 2004     | IIリーガ 北部 | 1位  |             |
| 2005     | Iリーガ       | 10位 |             |
| 2006     | Iリーガ       | 4位  |             |
| 2007     | Iリーガ       | 4位  |             |
| 2008     | Iリーガ       | 10位 |             |
| 2009     | Aリーガ       | 8位  | 3回戦       |
| 2010     | Aリーガ       | 7位  | 5回戦       |

| シーズン | ディビジョン | 順位 | LFFタウレー |
| -------- | ------------ | ---- | ----------- |
| 2011     | Aリーガ      | 5位  | 6回戦       |
| 2012     | Aリーガ      | 4位  | 準々決勝    |
| 2013     | Aリーガ      | 5位  | 準々決勝    |
| 2014     | Aリーガ      | 2位  | 準々決勝    |
| 2015     | Aリーガ      |      | 4回戦       |

- 7シーズン - Aリーガ

## UEFA主催大会成績
| 年度    | 大会                 | ラウンド  | 対戦相手             | ホーム | アウェー | 合計 |
| ------- | -------------------- | --------- | -------------------- | ------ | -------- | ---- |
| 2013-14 | UEFAヨーロッパリーグ | 予選1回戦 | FCディナモ・ミンスク | 0-3    | 0-5      | 0-8  |
| 2015-16 | UEFAヨーロッパリーグ | 予選1回戦 | 不明の旗             |        |          |      |

## 歴代所属選手
- タダス・エリオシウス 2010-2011